# Lee Hae-ri
Lee Hae-ri (hangul: 이해리; Daegu, 14 de febrero de 1985), también conocida como Haeri, es una cantante y actriz surcoreana. Es vocalista y líder del dúo Davichi, formado por Core Contents Media en el año 2008.

## Carrera
Hae-ri es considerada como una de las mejores voces femeninas de Corea del Sur.[cita requerida]
Junto a Kang Min-kyung conforman el dúo de K-pop Davichi, que saltó a la fama tras el lanzamiento de su álbum debut Amaranth en 2008. Es vocalista y líder del dueto. Davichi ha lanzado 2 álbumes de estudio y varios EPs y sencillos, con canciones de éxito como "The Letter,"  "8282," "Turtle" y "Because I Miss You Today"

## Discografía

### Cantante en Solitario
| Año  | Título                              | Artista                                      | Nota                       |
| ---- | ----------------------------------- | -------------------------------------------- | -------------------------- |
| 2008 | "Hongdu"                            | Ella misma                                   | para East of Eden          |
| 2008 | "Crazy Woman"                       | Lee Hae-ri Feat. Kim Yeon Ji y Lee Jeong Min | para East of Eden          |
| 2011 | "Can You Hear Me?"                  | Ella misma                                   | Tears of Heaven            |
| 2011 | "The Person I Love"                 | Ella misma                                   | para Poseidon              |
| 2011 | "Then I'll Live / 그때 난 사는거야" | Lee Hae-ri Feat. E-TRIBE                     | Then I'll Live             |
| 2012 | "Only The See Ya"                   | The SeeYa feat. Lee Hae-ri                   | Love U                     |
| 2013 | "The Road To School"                | Kim Jin-ho feat. Lee Hae-ri                  | Today                      |
| 2013 | "If You Loved Me"                   | Zia y Lee Hae-ri                             | If You Loved Me            |
| 2014 | "Feel So Empty Without You"         | Shin Yong-jae de 4Men y Lee Hae-ri           | Acoustic Project #1. Cloud |
| 2015 | "The Mind"                          | Highbrow y Lee Hae-ri                        | Eastist                    |

## Filmografía

### Programas de televisión
| Año  | Programa                   | Canal | Notas                                                                        | ref.  |
| ---- | -------------------------- | ----- | ---------------------------------------------------------------------------- | ----- |
| 2009 | 1000 Songs Challenge       | SBS   |                                                                              |       |
| 2011 | Immortal Songs 2           | KBS2  |                                                                              |       |
| 2011 | Quiz that Change the World | MBC   |                                                                              |       |
| 2012 | The Duet (More Duets)      | MBN   | junto a Park Sang-myun                                                       |       |
| 2017 | King of Mask Singer        | MBC   | 4 episodios (participó como "Puss in Boots is Sing") - ep. 101-102, 104, 106 | [ 8 ] |

### Musicales de teatro
- Hero (2014)
- Mozart L opera rock (2012)
- Tears of Heaven (2011)
- Elisabeth (2011)

## Educación
- Escuela de Música Clásica

## Premios y nominaciones
| Año  | Categoría | Premio            | Trabajo                         | Resultado |
| ---- | --------- | ----------------- | ------------------------------- | --------- |
| 2019 | Best OST  | Korea Drama Award | "Maybe" OST de Her Private Life | pendiente |